# Le Fauga
Le Fauga település Franciaországban, Haute-Garonne megyében. Lakosainak száma 2509 fő (2022. január 1.). Le Fauga Muret, Beaumont-sur-Lèze, Lavernose-Lacasse, Mauzac, Noé és Saint-Hilaire községekkel határos.

## Népesség
A település népességének változása:
| Lakosok száma | 489  | 708  | 889  | 1551 | 1900 | 2000 | 2048 | 2089 | 2178 | 2509 |
|               | 1968 | 1982 | 1990 | 2006 | 2013 | 2015 | 2017 | 2019 | 2020 | 2022 |